# ガリンペイロ (ラジオ番組)
『ガリンペイロ』はTBSラジオで2016年（平成28年）10月2日から2017年（平成29年）3月25日まで放送されていたラジオによるオーディション番組。放送時間は毎週日曜日 3:00 - 4:00。

## 概要
代々木アニメーション学院の生徒が「輝ける場所を求めて」挑戦する様子を見守り、応援するドキュメンタリー型オーディション番組である。また、この番組では、スマートフォンアプリ「SHOWROOM」を活用して、リスナー自身がオーディションに関わることができる仕組みが構築されることになっている。

## 出演者

### パーソナリティ
- 今野浩喜

### ストーリーテラー
- 楠葉絵美（TBSラジオキャスター）通称"くすっぺ"

## ネット局
| 放送対象地域 | 放送局            | 系列    | 放送時間                      |
| ------------ | ----------------- | ------- | ----------------------------- |
| 関東広域圏   | TBSラジオ 制作局  | JRN     | 日曜 3:00 - 4:00 （土曜深夜） |
| 青森県       | 青森放送（RAB）   | JRN/NRN | 日曜 3:00 - 4:00 （土曜深夜） |
| 秋田県       | 秋田放送（ABS）   | JRN/NRN | 日曜 3:00 - 4:00 （土曜深夜） |
| 宮城県       | 東北放送（TBC）   | JRN/NRN | 日曜 3:00 - 4:00 （土曜深夜） |
| 福島県       | ラジオ福島（rfc） | JRN/NRN | 日曜 3:00 - 4:00 （土曜深夜） |
| 石川県       | 北陸放送（MRO）   | JRN/NRN | 日曜 3:00 - 4:00 （土曜深夜） |
| 静岡県       | 静岡放送（SBS）   | JRN/NRN | 日曜 3:00 - 4:00 （土曜深夜） |
| 岡山県       | 山陽放送（RSK）   | JRN/NRN | 日曜 3:00 - 4:00 （土曜深夜） |
| 広島県       | 中国放送（RCC）   | JRN/NRN | 日曜 3:00 - 4:00 （土曜深夜） |
| 熊本県       | 熊本放送（RKK）   | JRN/NRN | 日曜 3:00 - 4:00 （土曜深夜） |
| 沖縄県       | 琉球放送（RBC）   | JRN     | 日曜 3:00 - 4:00 （土曜深夜） |